# Red Ring of Death

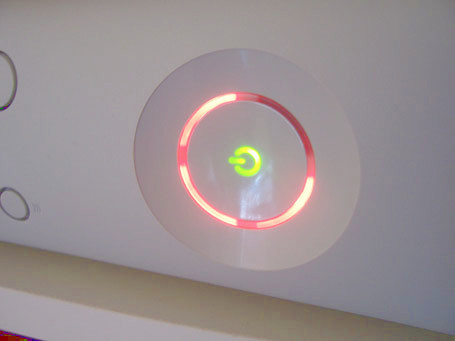
Le Red Ring of Death sur une console de jeu Xbox 360.

Le Red Ring of Death (abrégé en RRoD ; littéralement « Anneau rouge de la mort » en français) est une panne critique affectant les consoles de jeux vidéo Xbox et Xbox 360 conçues par Microsoft qui se manifeste par l'allumage en rouge du voyant lumineux de mise sous tension de la machine.
Le terme, popularisé à la sortie de la Xbox 360 en 2005, a été créé pour trouver un équivalent à l'écran bleu de la mort que l'on connaît sur le système d'exploitation Windows du même Microsoft. Plus tard, il inspirera le nom du Yellow Light of Death de la PlayStation 3 en 2009.

## Effets du Red Ring of Death

Image montrant les différents codes d'erreur de la console Xbox 360 originale.

L'apparition du Red Ring of Death signifie que l'utilisateur final ne peut normalement pas espérer faire fonctionner à nouveau la console par ses propres moyens et doit s'en remettre au service après-vente du fabricant. Il existe cependant des procédures permettant, dans certains cas, de ramener soi-même la machine à un fonctionnement normal. Ces manipulations, nécessitant l'ouverture du boîtier et le démontage/remontage de certains composants, invalident la garantie constructeur.
Le taux de panne de cette console en 2009 est de 54,2 %, selon une enquête réalisée par Game Informer  pour un commanditaire anonyme, quand la moyenne du secteur se situe aux alentours de 10 %.

## Causes du Red Ring of Death
Il y a deux causes principales au RRoD : le craquement des billes de soudure du CPU, du GPU, des puces RAM, etc., ainsi que la soudure dite « sèche » (la bille fait bien contact mais n'est pas réellement soudée). Ce problème est en partie dû à la directive de l'Union européenne RoHS 2002/95/CE (Restriction of Hazardous Substances Directive), qui interdit l'utilisation de plomb au-dessus d'un certain pourcentage dans les métaux ou alliages de soudures, à cause de sa dangerosité pour l'environnement. 
Les constructeurs d'appareils électroniques, dont Microsoft, n'ont pas immédiatement trouvé de solution technique valable à la suite de cette directive, adoptée en février 2003 par la Communauté Européenne dans son ensemble mais introduite dans certains pays depuis 1995. De ce fait, les premières versions ont connu beaucoup de problèmes de soudure. Cependant, ce genre de problème a été résolu depuis la sortie du modèle Falcon, en septembre 2007.